# Bousseviller
Bousseviller (deutsch Busweiler, 1941–1944 Bußweiler) ist eine französische Gemeinde mit 115 Einwohnern (Stand 1. Januar 2022) im Département Moselle in der Region Grand Est (bis 2015 Lothringen). Sie gehört zum Arrondissement Sarreguemines und zum Kanton Bitche.

## Geografie
Bousseviller liegt im äußersten Nordosten Lothringens im grenzübergreifenden Biosphärenreservat Pfälzerwald-Nordvogesen, wenige Kilometer südlich der Grenze zur Pfalz, nördlich von Bitche im Hornbachtal, innerhalb einer großen landwirtschaftlich genutzten Fläche, die von den ausgedehnten Vogesenwäldern eingefasst ist.

## Geschichte
Ende des 12. Jahrhunderts ist erstmals eine Ansiedlung an dieser Stelle erwähnt, die an der Grenze des Herrschaftsgebiets der Grafen von Zweibrücken-Bitsch lag.
Der Name Buss-Weyler, später Bussweiler, der auf den germanischen Namen Bosso zurückzuführen sein soll, taucht erstmals im Jahr 1493 auf.  Der Ort gehörte ständig zu Zweibrücken-Bitsch.
Von 1790 bis 1801 war Bousseviller dem nicht mehr bestehenden Kanton Breidenbach zugeordnet und danach von Volmunster verwaltet.
Kirchlich war Walschbronn bis 1804 zuständig, seitdem gehört Bousseviller zur Kirchengemeinde Hanviller.

### Bevölkerungsentwicklung
| Jahr      | 1962 | 1968 | 1975 | 1982 | 1990 | 1999 | 2007 | 2019 |
| --------- | ---- | ---- | ---- | ---- | ---- | ---- | ---- | ---- |
| Einwohner | 151  | 166  | 178  | 154  | 145  | 150  | 134  | 125  |

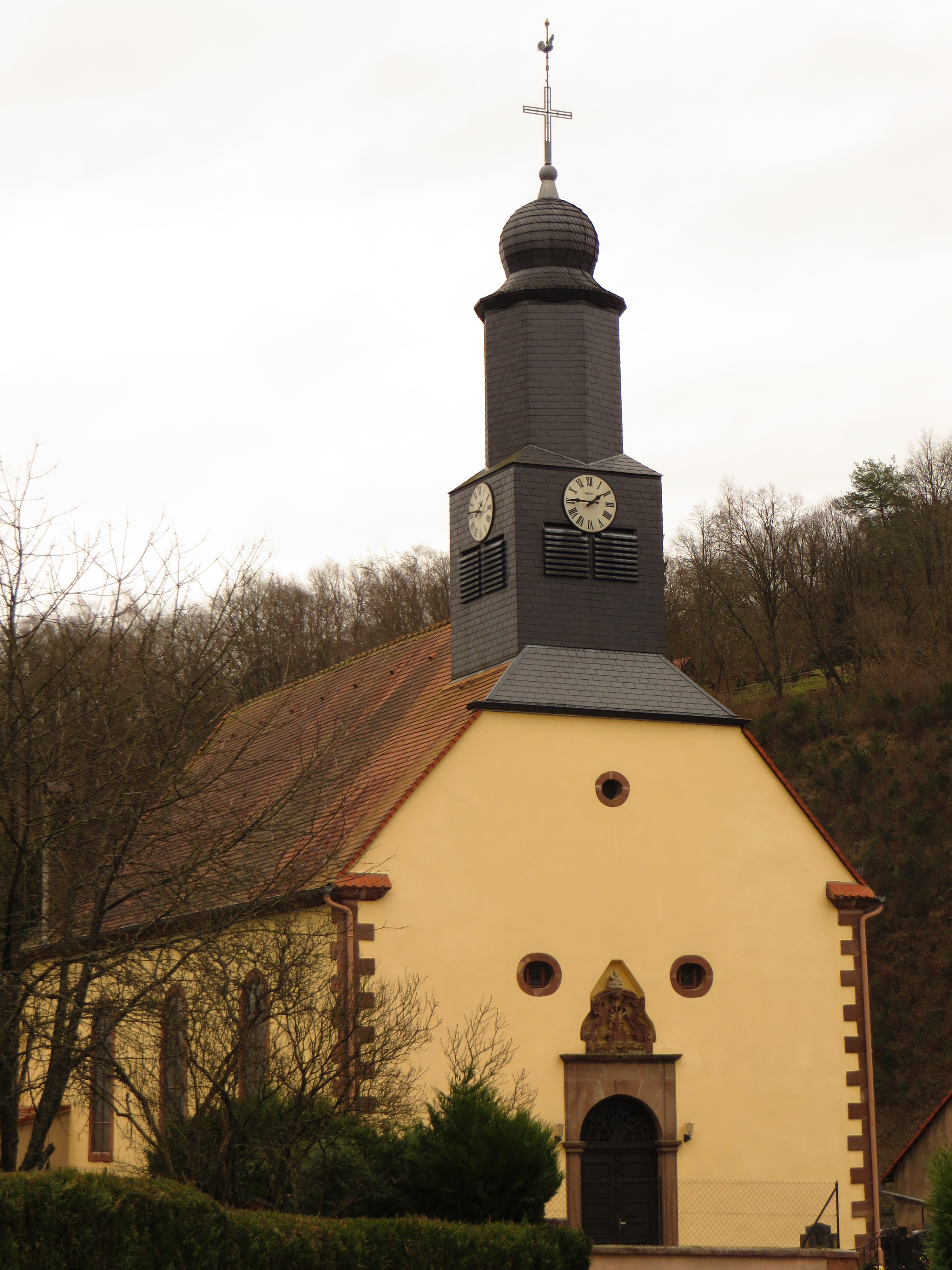
Kirche Sainte-Odile
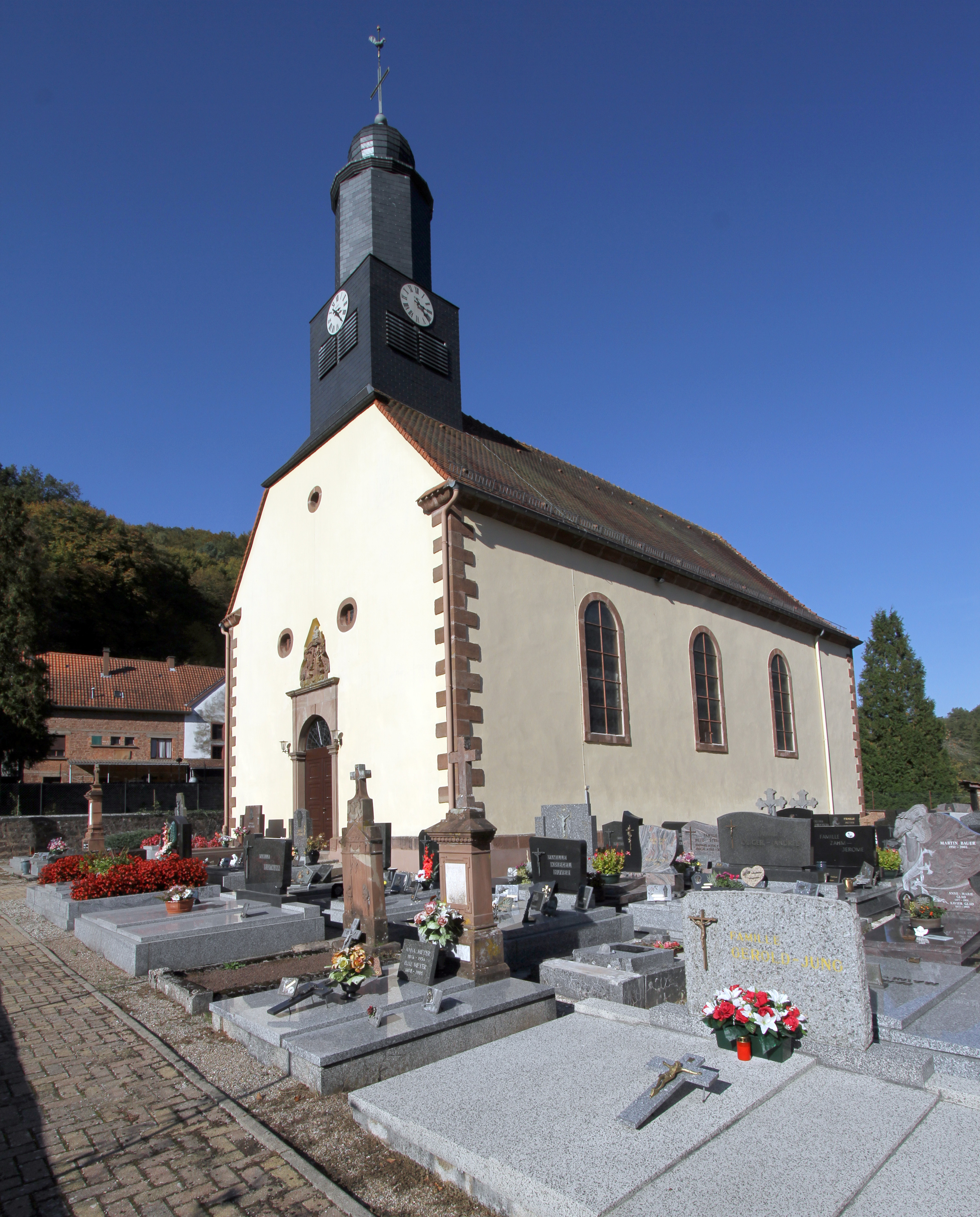
Kapelle Saint-Wendelin